# Plaisiodon
Genre
Plaisiodon est un genre éteint de marsupiaux de la famille des Diprotodontidae.

## Extinction
Le genre Plaisiodon, présent seulement en Australie, s'est éteint vers la fin du Miocène.